# Оспанов, Ералы Серикович
Ералы́ Асылханулы Оспа́н(Оспанулы́) (каз. Ералы Оспанұлы; род. 22 июня 1960, Чимкент, Казахская ССР, СССР) — казахстанский художник-график, этнограф, искусствовед.

## Художественная деятельность
В 1979 году окончил Шымкентское училище искусств имени Кастеева А., в 1980 году поступил в Ташкентскую государственную театральную академию. В 1997 году удостоен первой премии в республиканском конкурсе карикатур на тему "Права человека", организованном фондом «СОРОС-Казахстан». Также в 1998 году постановка 'Танатар' победила в конкурсе '10 современных пьес Казахстана', организованном фондом, а в 1999 году по приглашению Министерства культуры Турции представлял Республику Казахстан на праздновании 30-летия Союза турецких карикатуристов. В том же году Ералы Оспанулы получил грант по программе "С камерой по Казахстану",организованной казахстанским фондом "СОРОС",и сняла документальный фильм "Кумыс".
В 2002 году, он провел свою первую персональную выставку под названием "Графика Ералы".
В 2004 году роман Ералы Оспанулы "Абылай" был выставлен в г алерее современного искусства «Шежiре» в Астане в рамках проекта Розы Джусуповой.
В 2005 году работал над иллюстрациями и обложкой к изданию романа Пауло Коэльо “Заир” на казахском языке, издательство "Атамұра" 
В 2008 году он принял участие в международной конференции художников, посвященная 10-летию новой столицы Казахстана и вошел в ряд казахстанских художников работы которых были проданы для детского благотворительного фонда "Саби" на аукционе CHRISTIE'S в Лондоне.
В 2009 году, был издан альбом работ художника "Тортмушел", а в Музее Первого Президента Республики Казахстан в Астане был представлен альбом искусства и фольклора "Казахские народные традиции". Шесть лет спустя расширенная версия этого альбома искусства и фольклора, основанная на идее Бекежана Дауринкулова, была представлена в Первой Президентской библиотеке Республики Казахстан.
В 2010 году выставка "Сокровища Казахстана" была представлена в аукционном доме CHRISTIE'S в Лондоне.Также в 2012 году работа Ералы Оспанулы была продана на аукционе CHRISTIE'S в Нью-Йорке и была включена в число пяти казахстанских художников в рамках работы детского фонда "Саби".

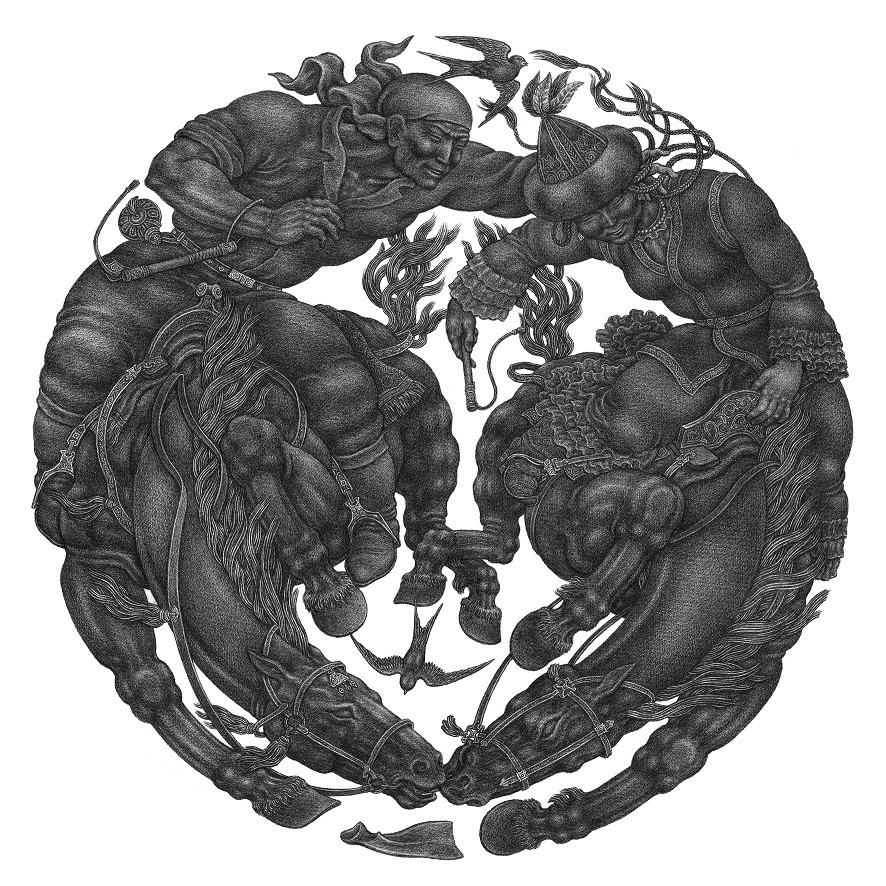

В 2016 году Ералы Оспанулы был организатором международной научной конференции, посвященной двухсотлетию со дня рождения Акына и Батыра Маделикожа Жусипкожаулы - борца за независимость казахского народа против кокандского нашествия и одного из руководителей восстания 1856 года под Шымкентом.
Также,по случаю 26-й годовщины независимости Республики Казахстан в 2017 году, была организована выставка "Казахская этнография". На выставке, проходившей в Москве, было представлено 90 произведений искусства, в том числе работа Ералы Оспанулы, посвященные казахским обычаям и традициям казахов, кочевого образа жизни.
В 2020 году, Ералы Оспанулы Евразийский научный институт в Алматы организовал презентацию книги "Жалаңаяқ Әздер – Абылай ханның пірі",в которой собраны и исследованы исторические документы.
В Книге,написанной Ералы Оспанулы, рассматриваются исторические документы, генеалогические списки, сочинения казахских акынов и национальные легенды, включая информацию о духовном лидере суфизма Абылайхана - Жаланаяк Аздере  (1811-1881). 